# Abdelkader Bedrane
Abdelkader Bedrane (Blida, 2 aprile 1992) è un calciatore algerino, difensore del Damac e della nazionale algerina.

## Carriera

### Club
Cresciuto nel settore giovanile del USM Blida, debutta in prima squadra il 22 agosto 2015 in occasione dell'incontro di Ligue 1 perso 1-0 contro l'USM El Harrach; al termine della stagione si trasferisce all'ES Sétif.
Nel 2019 viene acquistato dai tunisini dell'Espérance.

### Nazionale
Ha giocato nella nazionale algerina Under-23.
Debutta con la nazionale algerina il 12 agosto 2017 in occasione del match di qualificazione per il Campionato delle nazioni africane perso 2-1 contro la Libia.
Nel novembre 2021 viene convocato in vista della Coppa araba FIFA 2021.

## Statistiche
Statistiche aggiornate al 5 agosto 2025.

### Presenze e reti nei club
| Stagione               | Squadra                | Campionato             | Campionato | Campionato | Coppe nazionali | Coppe nazionali | Coppe nazionali | Coppe continentali | Coppe continentali | Coppe continentali | Altre coppe | Altre coppe | Altre coppe | Totale | Totale | Totale |
| Stagione               | Squadra                | Comp                   | Pres       | Reti       | Comp            | Pres            | Reti            | Comp               | Pres               | Reti               | Comp        | Pres        | Reti        | Pres   | Reti   |        |
| ---------------------- | ---------------------- | ---------------------- | ---------- | ---------- | --------------- | --------------- | --------------- | ------------------ | ------------------ | ------------------ | ----------- | ----------- | ----------- | ------ | ------ | ------ |
| 2015-2016              | USM Blida              | L1                     | 28         | 3          | CA              | 0               | 0               |                    | -                  | -                  |             | -           | -           | 28     | 3      |        |
| 2016-2017              | ES Sétif               | L1                     | 26         | 1          | CA              | 3               | 2               |                    | -                  | -                  |             | -           | -           | 29     | 3      |        |
| 2017-2018              | ES Sétif               | L1                     | 20         | 1          | CA              | 0               | 0               | CCL                | 9                  | 1                  | SA          | 1           | 0           | 30     | 2      |        |
| 2018-2019              | ES Sétif               | L1                     | 20         | 1          | CA              | 3               | 0               |                    | -                  | -                  |             | -           | -           | 23     | 1      |        |
| Totale ES Setif        | Totale ES Setif        | Totale ES Setif        | 66         | 3          |                 | 6               | 2               |                    | 9                  | 1                  |             | 1           | 0           | 82     | 6      |        |
| 2019.2020              | Espérance              | L1                     | 15         | 1          | CT              | 0               | 0               | CCL                | 6                  | 0                  |             | -           | -           | 21     | 1      |        |
| 2020-2021              | Espérance              | L1                     | 16         | 2          | CT              | 0               | 0               | CCL                | 12                 | 0                  |             | -           | -           | 28     | 2      |        |
| 2021-2022              | Espérance              | L1                     | 13         | 0          | CT              | 0               | 0               | CCL                | 7                  | 1                  | ST          | 1           | 0           | 21     | 1      |        |
| Totale Esperance Tunis | Totale Esperance Tunis | Totale Esperance Tunis | 44         | 3          |                 | 0               | 0               |                    | 25                 | 1                  |             | 1           | 0           | 70     | 4      |        |
| 2022-2023              | Damac                  | SPL                    | 20         | 1          | KCC             | 0               | 0               |                    | -                  | -                  |             | -           | -           | 20     | 1      |        |
| 2023-2024              | Damac                  | SPL                    | 27         | 1          | KCC             | 0               | 0               |                    | -                  | -                  |             | -           | -           | 27     | 1      |        |
| 2024-2025              | Damac                  | SPL                    | 31         | 0          | KCC             | 1               | 0               |                    | -                  | -                  |             | -           | -           | 32     | 0      |        |
| Totale Damac           | Totale Damac           | Totale Damac           | 78         | 2          |                 | 1               | 0               |                    | -                  | -                  |             | -           | -           | 79     | 2      |        |
| Totale carriera        | Totale carriera        | Totale carriera        | 216        | 11         |                 | 6               | 2               |                    | 34                 | 2                  |             | 2           | 0           | 258    | 15     |        |

### Cronologia presenze e reti in nazionale
| Cronologia completa delle presenze e delle reti in nazionale ― Algeria | Cronologia completa delle presenze e delle reti in nazionale ― Algeria | Cronologia completa delle presenze e delle reti in nazionale ― Algeria | Cronologia completa delle presenze e delle reti in nazionale ― Algeria | Cronologia completa delle presenze e delle reti in nazionale ― Algeria | Cronologia completa delle presenze e delle reti in nazionale ― Algeria | Cronologia completa delle presenze e delle reti in nazionale ― Algeria | Cronologia completa delle presenze e delle reti in nazionale ― Algeria |
| Data                                                                   | Città                                                                  | In casa                                                                | Risultato                                                              | Ospiti                                                                 | Competizione                                                           | Reti                                                                   | Note                                                                   |
| ---------------------------------------------------------------------- | ---------------------------------------------------------------------- | ---------------------------------------------------------------------- | ---------------------------------------------------------------------- | ---------------------------------------------------------------------- | ---------------------------------------------------------------------- | ---------------------------------------------------------------------- | ---------------------------------------------------------------------- |
| 11-1-2022                                                              | Douala                                                                 | Algeria                                                                | 0 – 0                                                                  | Sierra Leone                                                           | Coppa d'Africa 2021 - 1º turno                                         | -                                                                      | 35’ 46’                                                                |
| Totale                                                                 |                                                                        | Presenze                                                               | 1                                                                      |                                                                        | Reti                                                                   | 0                                                                      |                                                                        |

## Palmarès

### Nazionale
- Coppa araba FIFA: 1

Qatar 2021